# Marcelino Bernal
Marcelino Bernal Pérez (Tepic, Nayarit, 27 de mayo de 1962) es un exfutbolista mexicano que se desempeñaba como volante mixto. Es director deportivo de Los Cabos Fútbol Club de la Liga de Balompié Mexicano.

## Trayectoria
Hizo su debut jugando para Coras del Deportivo Tepic de la entonces segunda división, hasta abril de 2020 la Liga de Ascenso de México. Posteriormente jugó con equipos de la Primera División de México como C. D. Cruz Azul, Club Puebla donde fue campeón en 1990, Deportivo Toluca, C. F. Monterrey, C. F. Pachuca donde fue campeón en 1999, y el Club Universidad Nacional con el que se retiró; participó en las Copas Mundiales de Estados Unidos 1994 y Francia 1998 destacándose en la media cancha de la Selección Mexicana de Fútbol y recordado por anotarle gol a Italia en 1994.
Sus virtudes dentro de la cancha era la fuerza, la movilidad y la recuperación de balones asimismo una de sus mayores cualidades fue la de su potente disparo de larga distancia, se retiró en el año 2002 tras más de 20 años como futbolista profesional y con 65 participaciones en selección mayor así como 5 goles con la misma y con 2 campeonatos de liga conseguidos. 
Actualmente dirige a los Club de fútbol Indios de la UACJ de la Liga Premier de Ascenso.

## Selección nacional
| Club                          | País   | PJ | Goles | Periodo     |
| ----------------------------- | ------ | -- | ----- | ----------- |
| Selección de fútbol de México | México | 64 | 8     | 1988 - 1998 |

### Categorías menores
Participaciones en Copas del mundo
| Mundial                                | Sede   | Resultado     |
| -------------------------------------- | ------ | ------------- |
| Copa Mundial de Fútbol Juvenil de 1983 | México | Primera Ronda |

### Categoría mayor
Participaciones en Copas del Mundo
| Mundial                        | Sede           | PJ | Minutos | Goles | Resultado        |
| ------------------------------ | -------------- | -- | ------- | ----- | ---------------- |
| Copa Mundial de Fútbol de 1994 | Estados Unidos | 4  | 289     | 1     | Octavos de final |
| Copa Mundial de Fútbol de 1998 | Francia        | 2  | 64      | 0     | Octavos de final |

| Fecha               | Rival         | Sede                | Estadio              | Resultado                  |
| ------------------- | ------------- | ------------------- | -------------------- | -------------------------- |
| 19 de junio de 1994 | Noruega       | Washington, DC      | RFK Memorial Stadium | Noruega 1 - 0 México       |
| 24 de junio de 1994 | Irlanda       | Orlando, FL         | Citrus Bowl          | México 2 - 1 Irlanda       |
| 28 de junio de 1994 | Italia        | Washington, DC      | RFK Memorial Stadium | Italia 1 - 1 México        |
| 5 de julio de 1994  | Bulgaria      | East Rutherford, NJ | Giants Stadium       | México 1 - 1 Bulgaria      |
| 13 de junio de 1998 | Corea del Sur | Lyon, Francia       | Stade Gerland        | Corea del Sur 1 - 3 México |
| 29 de junio de 1998 | Alemania      | Montpellier         | Stade de la Mosson   | Alemania 2 - 1 México      |

Participaciones en Copa FIFA Confederaciones
| Copa                           | Sede           | Resultado    |
| ------------------------------ | -------------- | ------------ |
| Copa FIFA Confederaciones 1995 | Arabia Saudita | Tercer lugar |

Participaciones en Copa América
| Copa              | Sede    | Resultado        |
| ----------------- | ------- | ---------------- |
| Copa América 1995 | Uruguay | Cuartos de final |

## Clubes en los que jugó
- 1982 - 1983:  Coras de Nayarit
- 1983 - 1987:  Club de Fútbol Cruz Azul
- 1987 - 1991:  Club Puebla
- 1991 - 1997:  Deportivo Toluca Fútbol Club
- 1997 - 1998:  Club de Fútbol Monterrey
- 1999 - 2000:  Club de Fútbol Pachuca
- 2001:  Pumas de la UNAM

## Clubes en los que dirigió
- (2006 - 2009): Santos (Como Auxiliar)
- (2009 - 2010): Hermosillo FC
- (2010 - 2011): Tampico Madero
- (2011 - 2014): Coras FC
- (2020) - Actualidad: Los Cabos Fútbol Club

- Datos: Q1392591